# Girolamo da Correggio
Girolamo da Correggio (Correggio, febbraio 1511 – Roma, 9 ottobre 1572) è stato un cardinale e arcivescovo cattolico italiano.

## Biografia
Figlio del conte Giberto VII e della poetessa Veronica Gambara, dopo gli studi a Bologna entrò a far parte del seguito di suo zio, il cardinale Uberto Gambara, che lo portò con sé a Roma e lo avviò alla carriera ecclesiastica.
Nel 1540, in occasione dei funerali del duca di Orléans, figlio di Francesco I, fu inviato come prolegato alla corte di Francia e, nel 1546, fu nunzio presso l'imperatore Carlo V.
Entrò poi a far parte della corte del cardinale Alessandro Farnese e, dopo la sua elezione a papa col nome di Paolo III, fu tra i protagonisti delle prime fasi della storia del ducato di Parma e Piacenza, creato per il figlio naturale del pontefice (Pierluigi Farnese): per i suoi servigi (difese l'indipendenza del ducato contro le rivendicazioni della Spagna) venne ricompensato con i feudi di Medesano e Correggio.
Papa Pio IV lo innalzò al cardinalato nel concistoro del 26 febbraio 1561: fu cardinale presbitero dei titoli di San Giovanni a Porta Latina, Santo Stefano al Monte Celio, Santa Prisca e Santa Anastasia.
Dal 1569 fu arcivescovo di Taranto e nel 1570 fu nominato governatore di Ancona, per il cui porto fece realizzare un sistema di fortificazioni difensive contro gli attacchi turchi.
Nel conclave del 1572 non venne probabilmente eletto papa a causa della sua relazione con la nobildonna Claudia Rangoni.
Morì a Roma il 9 ottobre 1572 e fu sepolto nella chiesa di San Silvestro al Quirinale.
Ebbe un figlio naturale, Alessandro (1550-1591), legittimato nel 1553, fu conte di Correggio.

## Genealogia episcopale
La genealogia episcopale è:
- Cardinale Otto Truchseß von Waldburg
- Cardinale Girolamo da Correggio

## Ascendenza
|                          |                 |                        | Genitori              |  |  | Nonni |  |  | Bisnonni                 |  |  | Trisnonni               |  |
|                          |                 |                        |                       |  |  |       |  |  | Gherardo VI da Correggio |  |  | Giberto IV da Correggio |  |
|                          |                 |                        |                       |  |  |       |  |  | Gherardo VI da Correggio |  |  | Giberto IV da Correggio |  |
|                          |                 | Orsolina Pio           |                       |  |  |       |  |  | Gherardo VI da Correggio |  |  |                         |  |
| Manfredo I da Correggio  |                 |                        |                       |  |  |       |  |  | Gherardo VI da Correggio |  |  |                         |  |
|                          |                 | …                      | …                     |  |  |       |  |  |                          |  |  |                         |  |
|                          |                 | …                      | …                     |  |  |       |  |  |                          |  |  |                         |  |
|                          |                 | …                      | …                     |  |  |       |  |  |                          |  |  |                         |  |
| Giberto VII da Correggio |                 | …                      |                       |  |  |       |  |  |                          |  |  |                         |  |
|                          |                 | Marco I Pio            | Giberto I Pio         |  |  |       |  |  |                          |  |  |                         |  |
|                          |                 | Marco I Pio            | Giberto I Pio         |  |  |       |  |  |                          |  |  |                         |  |
|                          |                 | Marco I Pio            | Bianca Casati         |  |  |       |  |  |                          |  |  |                         |  |
| Agnese Pio               |                 | Marco I Pio            |                       |  |  |       |  |  |                          |  |  |                         |  |
|                          |                 | Taddea de' Roberti     | Cabrino de' Roberti   |  |  |       |  |  |                          |  |  |                         |  |
|                          |                 | Taddea de' Roberti     | Cabrino de' Roberti   |  |  |       |  |  |                          |  |  |                         |  |
|                          |                 | Taddea de' Roberti     | Margherita del Sale   |  |  |       |  |  |                          |  |  |                         |  |
| Girolamo da Correggio    |                 | Taddea de' Roberti     |                       |  |  |       |  |  |                          |  |  |                         |  |
|                          | Brunoro Gambara | Maffeo Gambara         |                       |  |  |       |  |  |                          |  |  |                         |  |
|                          | Brunoro Gambara | Maffeo Gambara         |                       |  |  |       |  |  |                          |  |  |                         |  |
|                          | Brunoro Gambara | …                      |                       |  |  |       |  |  |                          |  |  |                         |  |
| Gianfrancesco Gambara    | Brunoro Gambara |                        |                       |  |  |       |  |  |                          |  |  |                         |  |
|                          |                 | Ginevra Nogarola       | Leonardo Nogarola     |  |  |       |  |  |                          |  |  |                         |  |
|                          |                 | Ginevra Nogarola       | Leonardo Nogarola     |  |  |       |  |  |                          |  |  |                         |  |
|                          |                 | Ginevra Nogarola       | Bianca Borromeo       |  |  |       |  |  |                          |  |  |                         |  |
| Veronica Gambara         |                 | Ginevra Nogarola       |                       |  |  |       |  |  |                          |  |  |                         |  |
|                          |                 | Marco II Pio           | Giberto Pio           |  |  |       |  |  |                          |  |  |                         |  |
|                          |                 | Marco II Pio           | Giberto Pio           |  |  |       |  |  |                          |  |  |                         |  |
|                          |                 | Marco II Pio           | Alda da Polenta       |  |  |       |  |  |                          |  |  |                         |  |
| Alda Pio                 |                 | Marco II Pio           |                       |  |  |       |  |  |                          |  |  |                         |  |
|                          |                 | Benedetta del Carretto | Galeotto del Carretto |  |  |       |  |  |                          |  |  |                         |  |
|                          |                 | Benedetta del Carretto | Galeotto del Carretto |  |  |       |  |  |                          |  |  |                         |  |
|                          |                 | Benedetta del Carretto | Vannina Adorno        |  |  |       |  |  |                          |  |  |                         |  |
|                          |                 | Benedetta del Carretto |                       |  |  |       |  |  |                          |  |  |                         |  |